# Pothos pilulifer
Pothos pilulifer är en kallaväxtart som beskrevs av Samuel Buchet och Peter Charles Boyce. Pothos pilulifer ingår i släktet Pothos och familjen kallaväxter. Inga underarter finns listade.